# 拍克其乡
拍克其乡，是中华人民共和国新疆维吾尔自治区喀什地区莎车县下辖的一个乡镇级行政单位。

## 行政区划
拍克其乡下辖以下地区：
依玛村、巴达木勒克村、斯也克村、阿热坎特村、玉其科瑞克村、布祖润村、拍克其村、阿亚克拍克其村、阿其克村、库木艾日克村、色日克托格拉克村、墩吾斯塘村、托普恰村、萨特马库木村、玛江库木村和喀乃托格拉克村。